# Strange Entity
Strange Entity is een nummer van de Belgische band Oscar and the Wolf uit 2014. Het is de tweede single van hun debuutalbum Entity.
Frontman Max Colombie wil met "Strange Entity" zeggen dat "de entiteit van een persoon niet te vormen valt in één zin. Met verliefdheid kun je nooit verstaan wat er in die persoon zit. Als je het kunt vormen, dan is het weg, en is er geen verlangen meer", aldus Colombie. Colombie had onder het nummer een zwaardere elektronische beat gezet dan onder andere nummers, zodat het live beter kon werken. Dit omdat hij niet wilde dat mensen naar een optreden van zijn band gaan "om slechts een plaat af te luisteren". Het nummer werd een grote hit in België en bereikte daar de 4e positie in de Vlaamse Ultratop 50.